# Marienborg

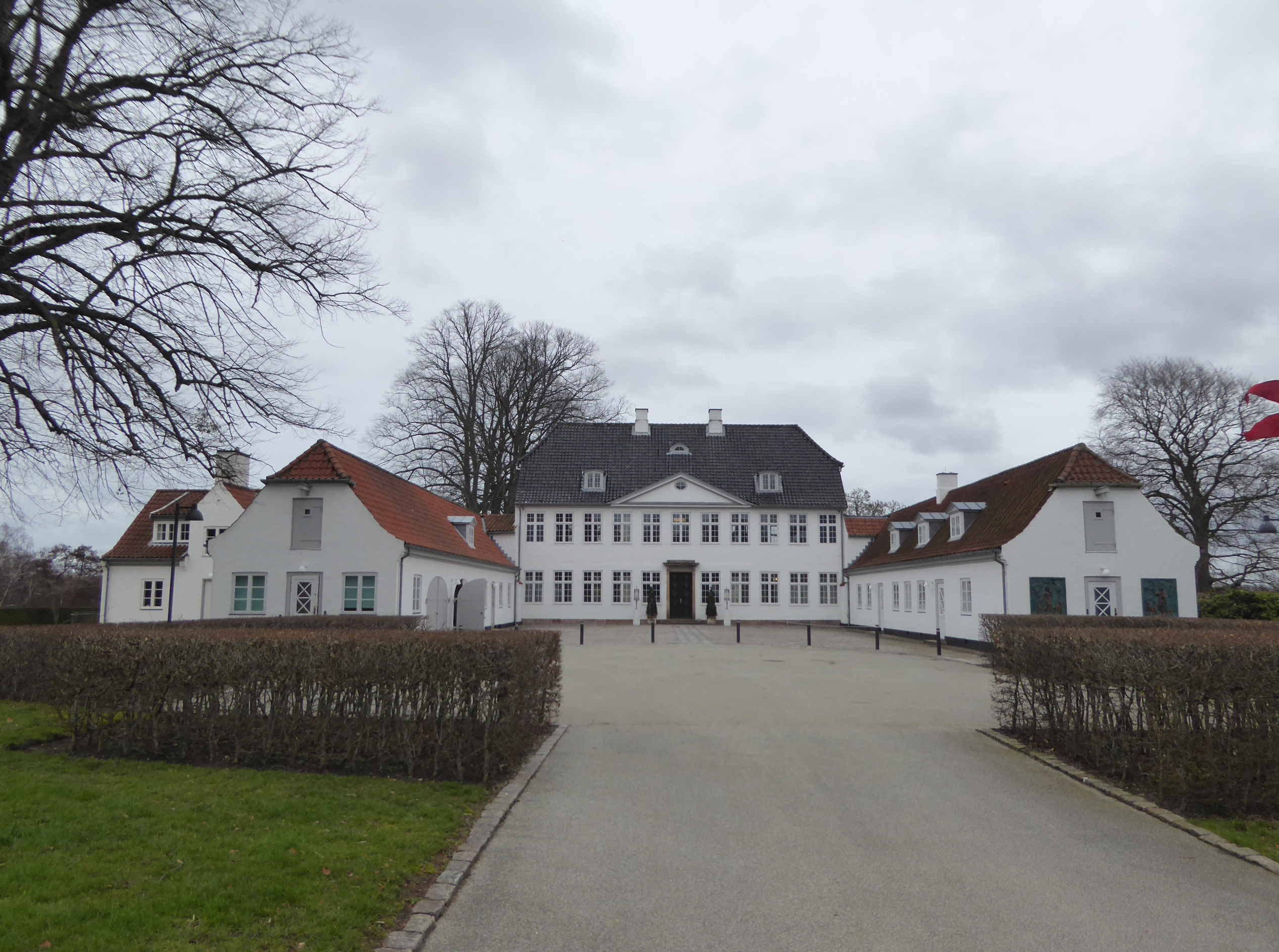
Marienborg, 2019

Marienborg ist ein Herrenhaus in Dänemark. Das Anwesen dient als Sommersitz der dänischen Premierministerin. 
Marienborg liegt rund 15 Kilometer nördlich von Kopenhagen am Bagsværd-See in der Kommune Lyngby-Taarbæk, Region Hovedstadsområdet. Das Anwesen erstreckt sich auf 8,8 ha.
1745 wurde das Herrenhaus für den Direktor der Asiatisk Kompagni Olfert Fas Fischer erbaut. 1795 wurde es von Kammerherr Johan Frederik Lindencrone erworben, nach dessen Ehefrau Bolette Marie der Besitz bis heute benannt ist. 1934 kaufte der Anwalt und Kunstsammler Christian Ludwig David (1878–1960) den Herrensitz und schenkte ihn 1960 dem dänischen Staat für repräsentative Zwecke.
Marienborg ist traditionell der Drehort der Neujahrsansprache des dänischen Regierungschefs, welche alljährlich am Abend des Neujahrstages im dänischen Fernsehen ausgestrahlt wird.